# Stefan Terlezki
Stefan Terlezki, CBE (29 de Outubro de 1927 – 21 de Fevereiro de 2006) foi um político conservador britânico que serviu como membro do Parlamento (MP) por Cardiff West de 1983 a 1987. Terlezki nasceu em Antonivka, uma vila perto da cidade de Tlumach, no que hoje é o oeste da Ucrânia, mas fazia parte da Polónia. Ao longo da sua vida Terlezki viveu tanto na Alemanha Nazi quanto na União Soviética, o que o tornou numa voz poderosa contra governos totalitários.